# James MacKillop
James MacKillop est un auteur américain et professeur de littérature.

## Études
- Université Harvard, Visiting Fellow (post-doctorat) en langues celtiques
- Université de Syracuse, Ph.D. en littérature de langue anglaise
- Université de Wayne State, M.A. and B.A. en littérature de langue anglaise

## Publications

### Livres
- Penguin Guide to Celtic Mythology, Londres, Penguin Books, 2006
- Contemporary Irish Cinema, Syracuse University Press, 1999.
- Dictionary of Celtic Mythology, Oxford University Press, 1998.
- Irish Literature : A Reader, Syracuse University Press, 1987; édition révisée, 2005.
- Fionn mac Cumaill: Celtic Myth in English Literature, Syracuse University Press, 1986, 2001
- Speaking of Words, New York, Holt, Rinehart & Winston, 1978, 1982, 1986.
- The Copy Book, New York, Holt, Rinehart & Winston, 1980.

### Articles (sélection)
- A Primer of Irish Numbers, Irish Spirit, ed. Patricia Monaghan. Dublin: Wolfhound Press, 2001. p. 111–119.
- Politics and Spelling Irish, or Thirteen Ways of Looking at ‘Banshee’, Canadian Journal of Irish Studies, 27, no. 2 (Dec., 1991), 93-102.
- Fitzgerald’s Gatsby: Star of Stag and Screen, The Recorder: A Journal of the American Irish Historical Society, 3, no. 2 (Winter, 1989), 76-88.
- Fionn mac Cumhaill, Our Contemporary, Mythe et folklore celtiques et leurs expressions littéraires en Irlande, ed. R. Alluin et B. Esbarbelt. Lille, Fr: Université de Lille, 1986 (1988). p. 69–90.
- The Quiet Man Speaks, Working Papers in Irish Studies [Northeastern University, Boston], 87-2/3 (Spring, 1987), 32-44.
- Meville’s Bartleby on Film, American Short Stories on Film, ed. E. Alsen. Munich: Langenscheidt-Longman, 1986. p. 101–116.
- Ireland and the Movies: From the Volta Cinema to RTÉ, Éire-Ireland, 18, no. 3 (Summer, 1984), 7-22.
- The Hungry Grass: Richard Power’s Pastoral Elegy, Éire-Ireland, 18, no. 3 (Fall, 1983), 86-99.
- Yeats, Joyce and the Irish Language, Éire-Ireland, 15, no. 1 (Spring, 1980), 138-148.
- Finn MacCool: The Hero and the Anti-Hero, Views of the Irish Peasantry, 1800-1916, ed. D. Casey and R. E. Rhodes. Hamden, Ct: Archon Books, 1977. p. 86–106.
- Ulster Violence in Fiction, Conflict in Ireland, ed. E. A. Sullivan and H. A. Wilson. Gainesville: University of Florida, Department of Behavioral Studies, 1976. p. 131–151.
- Yeats and the Gaelic Muse, Antigonish Review, no. 11 (Autumn, 1972), 96-109.